# Dikter vid gränsen
Dikter vid gränsen är en diktsamling från 1935 av den svenske författaren Bertil Malmberg. Dikterna uttycker pessimism över den västerländska civilisationens framtid. Malmberg var vid denna tid påverkad av Oswald Spengler och Västerlandets undergång.

## Mottagande
Einar Malm skrev i Biblioteksbladet att Malmbergs dikter ständigt har blivit mer monumentala och överblickande, och att den nya samlingen "utan tvekan är en av hans yppersta". Malm beskrev dikternas "patetiska, utomordentligt formfulländade strofer" och hur bokens undergångsbudskap "är retorik men så allmängiltig, så djupt känd, att man ovillkorligen grips av den dova pregnansen".
I Ord och Bild skrev Nils Svanberg att han inte delade den kulturfilosofi som boken uttrycker, men att han ändå kunde uppskatta Malmberg som poet. Svanberg skrev:
Att vara tolk för tidens tragik förkunnas i den vackra inledningsdikten som poetens uppgift. Och den sympatiske diktaren skall säkert intet högre beröm önska än det betyget, att han i många fall lyckats med sin uppgift: lyriskt fullgiltigt, personligt övertygande har han sjungit om världsskymning och kaos. Malmberg vill vara en siare i gammal och fin mening, och man märker att denna uppgift verkligen också passar honom.